# Тодор Енев
Тодор Енев (нар. 8 лютого 1982) — колишній болгарський тенісист.
Найвищу одиночну позицію світового рейтингу — 252 місце досяг 16 серпня 2004, парну — 360 місце — 13 травня 2002 року.
Завершив кар'єру 2012 року.

## Рейтинг на кінець року
| Рік              | 1997 | 1998 | 1999 | 2000 | 2001 | 2002 | 2003 | 2004 | 2005 | 2006 | 2007 | 2008 | 2009 | 2010 | 2011 | 2012 |
| Одиночний розряд | 1209 | -    | 1075 | 740  | 349  | 492  | 294  | 362  | 384  | 676  | 345  | 743  | 808  | 782  | 1409 | 1223 |
| Парний розряд    | -    | -    | -    | -    | 364  | 558  | 398  | 597  | 792  | 570  | 777  | 481  | 856  | 1430 | -    | -    |

## Фінали челленджерів і ф'ючерсів

### Одиночний розряд: 16 (9–7)
| Легенда (одиночний розряд) |
| -------------------------- |
| Тур ATP Челленджер (0–0)   |
| ITF Ф'ючерс (9–7)          |

| Титули за покриттям |
| ------------------- |
| Тверде (3–6)        |
| Ґрунт (5–1)         |
| Трава (1–0)         |
| Килим (0–0)         |

| Результат | В-П | Дата     | Турнір                          | Рівень  | Покриття | Суперник                | Рахунок       |
| --------- | --- | -------- | ------------------------------- | ------- | -------- | ----------------------- | ------------- |
| Перемога  | 1–0 | Чер 2001 | Республіка Македонія F2, Скоп'є | Ф'ючерс | Ґрунт    | Михайло Єлгін           | 7–6(9–7), 6–4 |
| Поразка   | 1–1 | Лип 2001 | Республіка Македонія F3, Скоп'є | Ф'ючерс | Тверде   | Милен Велев             | 5–7, 4–6      |
| Поразка   | 1–2 | Лис 2002 | Таїланд F2, Нонтхабурі          | Ф'ючерс | Тверде   | Михайло Єлгін           | 4–6, 3–6      |
| Перемога  | 2–2 | Січ 2003 | Індія F1, Лакхнау               | Ф'ючерс | Трава    | Івабуті Сатосі          | 6–2, 6–2      |
| Поразка   | 2–3 | Лип 2003 | Сербія F4, Белград              | Ф'ючерс | Ґрунт    | Стефан Робер            | 2–6, 1–4 ret. |
| Перемога  | 3–3 | Вер 2003 | Іспанія F24, Мадрид             | Ф'ючерс | Тверде   | Хав'єр Хенаро-Мартінес  | 6–1, 6–1      |
| Перемога  | 4–3 | Жов 2003 | Іспанія F26, Ель-Ехідо          | Ф'ючерс | Тверде   | Данієль Монедеро        | 6–1, 7–6(7–1) |
| Поразка   | 4–4 | Лют 2004 | Індія F1A, Нью-Делі             | Ф'ючерс | Тверде   | Айсам-уль-Хак Куреші    | 3–6, 4–6      |
| Перемога  | 5–4 | Кві 2005 | Греція F1, Каламата             | Ф'ючерс | Тверде   | Константінос Ікономідіс | 6–3, 6–2      |
| Поразка   | 5–5 | Кві 2005 | Греція F2, Сірос                | Ф'ючерс | Тверде   | Константінос Ікономідіс | 3–6, 1–6      |
| Перемога  | 6–5 | Сер 2006 | Болгарія F1, Пловдив            | Ф'ючерс | Ґрунт    | Івайло Трайков          | 6–2, 7–5      |
| Перемога  | 7–5 | Січ 2007 | Індія F1, Колката               | Ф'ючерс | Ґрунт    | Артемон Апосту-Ефремов  | 6–3, 7–5      |
| Поразка   | 7–6 | Лют 2007 | Індія F2, Нью-Делі              | Ф'ючерс | Тверде   | Олександр Кудрявцев     | 4–6, 2–6      |
| Перемога  | 8–6 | Сер 2007 | Болгарія F5, Варна              | Ф'ючерс | Ґрунт    | Марк-Андре Штратлінґ    | 6–2, 7–5      |
| Перемога  | 9–6 | Вер 2007 | Болгарія F6, Бургас             | Ф'ючерс | Ґрунт    | Петер Торебко           | 6–4, 6–0      |
| Поразка   | 9–7 | Гру 2007 | Ізраїль F5, Рамат-га-Шарон      | Ф'ючерс | Тверде   | Харел Леві              | 4–6, 0–6      |

### Парний розряд: 20 (7–13)
| Легенда (парний розряд)  |
| ------------------------ |
| Тур ATP Челленджер (0–1) |
| ITF Ф'ючерс (7–12)       |

| Титули за покриттям |
| ------------------- |
| Тверде (3–1)        |
| Ґрунт (4–10)        |
| Трава (0–0)         |
| Килим (0–2)         |

| Результат | В-П  | Дата     | Турнір                           | Рівень     | Покриття  | Партнер           | Суперники                                        | Рахунок            |
| --------- | ---- | -------- | -------------------------------- | ---------- | --------- | ----------------- | ------------------------------------------------ | ------------------ |
| Поразка   | 0–1  | Чер 2001 | Республіка Македонія F2, Скоп'є  | Ф'ючерс    | Ґрунт     | Милен Велев       | Михайло Єлгін Євген Смірнов                      | 6–4, 4–6, 1–6      |
| Перемога  | 1–1  | Лип 2001 | Республіка Македонія F3, Скоп'є  | Ф'ючерс    | Тверде    | Милен Велев       | Радослав Лукаєв Предраг Русевський               | 6–2, 7–5           |
| Поразка   | 1–2  | Бер 2002 | Франція F8, Мелен (Сена і Марна) | Ф'ючерс    | Килим (i) | Дмитро Власов     | Маріуш Фирстенберг Радослав Лукаєв               | 2–6, 2–6           |
| Перемога  | 2–2  | Лип 2003 | Сербія та Чорногорія F4, Белград | Ф'ючерс    | Ґрунт     | Радослав Лукаєв   | Стефан Робер Ксав'є Одуа                         | 6–4, 6–7(7–9), 6–4 |
| Поразка   | 2–3  | Вер 2003 | Софія, Болгарія                  | Челленджер | Ґрунт     | Димо Толев        | Ілія Кушев Лубен Пампулов                        | 3–6, 1–6           |
| Перемога  | 3–3  | Жов 2003 | Іспанія F25, Мартос (Хаен)       | Ф'ючерс    | Тверде    | Адр'ян Кручат     | Массімо Очера Марко Педріні                      | 6–4, 6–4           |
| Поразка   | 3–4  | Бер 2004 | Індія F2, Колката                | Ф'ючерс    | Ґрунт     | Йордан Канев      | Мустафа Гусе Вішал Уппал                         | 4–6, 3–6           |
| Поразка   | 3–5  | Жов 2004 | Іспанія F25, Мартос (Хаен)       | Ф'ючерс    | Тверде    | Адр'ян Кручат     | Мікель Перес Пігдоменеч Габріель Трухільйо-Солер | 3–6, 6–7(4–7)      |
| Поразка   | 3–6  | Січ 2006 | Австрія F2, Берггайм             | Ф'ючерс    | Килим (i) | Ілія Кушев        | Вернер Ешауер Флорін Мерджа                      | 2–6, 3–6           |
| Поразка   | 3–7  | Вер 2006 | Болгарія F3, Софія               | Ф'ючерс    | Ґрунт     | Тихомир Грозданов | Ілія Кушев Йордан Канев                          | 6–7(4–7), 4–6      |
| Перемога  | 4–7  | Гру 2006 | Індія F4, Нью-Делі               | Ф'ючерс    | Тверде    | Кондо Хірокі      | Олексій Кедрюк Суніл-Кумар Сіпаева               | 6–3, 6–1           |
| Поразка   | 4–8  | Лип 2007 | Сербія F2, Белград               | Ф'ючерс    | Ґрунт     | Симеон Іванов     | Владимир Обрадович Ґоран Тошич                   | 5–7, 1–6           |
| Перемога  | 5–8  | Тра 2008 | Італія F14, Парма                | Ф'ючерс    | Ґрунт     | Юго Паукку        | Баштіан Кніттель Денис Мацюкевич                 | 6–2, 6–4           |
| Поразка   | 5–9  | Чер 2008 | Болгарія F4, Софія               | Ф'ючерс    | Ґрунт     | Ілія Кушев        | Тихомир Грозданов Симеон Іванов                  | 3–6, 6–4, [4–10]   |
| Перемога  | 6–9  | Чер 2008 | Румунія F8, Бухарест             | Ф'ючерс    | Ґрунт     | Тихомир Грозданов | Александру-Даньєл Карпен Costin Paval            | 6–1, 6–2           |
| Поразка   | 6–10 | Сер 2008 | Болгарія F5, Добрич              | Ф'ючерс    | Ґрунт     | Валентин Димов    | Тихомир Грозданов Симеон Іванов                  | 6–2, 5–7, [6–10]   |
| Поразка   | 6–11 | Сер 2008 | Болгарія F6, Бургас              | Ф'ючерс    | Ґрунт     | Валентин Димов    | Гліб Олексієнко Вадим Алексеєнко                 | 1–6, 5–7           |
| Поразка   | 6–12 | Вер 2008 | Болгарія F7, Сливен              | Ф'ючерс    | Ґрунт     | Валентин Димов    | Гліб Олексієнко Вадим Алексеєнко                 | 5–7, 5–7           |
| Перемога  | 7–12 | Січ 2009 | U.S.A. F2, Голлівуд              | Ф'ючерс    | Ґрунт     | Григор Димитров   | Стефано Янні Маттія Ліврагі                      | 6–1, 6–2           |
| Поразка   | 7–13 | Тра 2009 | Болгарія F1, Санданський         | Ф'ючерс    | Ґрунт     | Валентин Димов    | Томас Кроманн Джон Міллман                       | 6–3, 1–6, [5–10]   |

## Кубок Девіса
1999 року Тодор Енев дебютував за Збірну Болгарії в Кубку Девіса. Він виграв 17 і програв 14 матчів в одиночному розряді, виграв 11 і програв 6 - у парному (загалом 28–20).

### Одиночний розряд (17–14)
| Розіграш                          | Раунд | Дата            | Покриття   | Суперник            | W/L | Результат                         |
| --------------------------------- | ----- | --------------- | ---------- | ------------------- | --- | --------------------------------- |
| Група II зони Європа/Африка 1999  | 1р    | 2 травня 1999   | Ґрунт      | Коссі Логло         | W   | 6–0, 6–1                          |
| Група II зони Європа/Африка 2000  | RPO   | 23 липня 2000   | Ґрунт      | Ліор Мор            | L   | 3–6, 3–6, 5–7                     |
| Група II зони Європа/Африка 2001I | RR    | 24 травня 2001  | Ґрунт      | Квамі Гакпо         | W   | 4–0, 4–1, 4–0                     |
| Група II зони Європа/Африка 2001I | RR    | 25 травня 2001  | Ґрунт      | Горан Стерійовський | W   | 4–2, 4–2, 4–2                     |
| Група II зони Європа/Африка 2001I | ПФ    | 26 травня 2001  | Ґрунт      | Igor Racic          | W   | 4–2, 4–2, 5–3                     |
| Група II зони Європа/Африка 2002  | R1    | 3 травня 2002   | Ґрунт      | Андрій Дерновський  | W   | 6–4, 6–1, 6–3                     |
| Група II зони Європа/Африка 2002  | R1    | 5 травня 2002   | Ґрунт      | Орест Терещук       | L   | 3–6, 6–7(1–7), 6–3, 4–6           |
| Група II зони Європа/Африка 2002  | ЧФ    | 12 липня 2002   | Тверде     | Клод Н'Горан        | W   | 3–6, 7–5, 6–7(2–7), 7–5, 6–3      |
| Група II зони Європа/Африка 2002  | ЧФ    | 14 липня 2002   | Тверде     | Валентен Санон      | W   | 6–7(3–7), 3–6, 6–1, 7–6(7–5), 6–1 |
| Група II зони Європа/Африка 2003  | ЧФ    | 14 липня 2003   | Ґрунт      | Борис Пашанскі      | L   | 2–6, 4–6                          |
| Група II зони Європа/Африка 2004  | R1    | 9 квітня 2004   | Килим (I)  | Мохамед Мамун       | W   | 6–2, 6–0, 6–2                     |
| Група II зони Європа/Африка 2004  | ЧФ    | 16 липня 2004   | Ґрунт      | Потіто Стараче      | L   | 1–6, 2–6, 3–6                     |
| Група II зони Європа/Африка 2005  | R1    | 4 березня 2005  | Килим (I)  | Іраклі Ушангішвілі  | W   | 6–2, 6–3, 6–2                     |
| Група II зони Європа/Африка 2005  | R1    | 6 березня 2005  | Килим (I)  | Ладо Чихладзе       | W   | 6–1, 6–2, 5–7, 6–4                |
| Група II зони Європа/Африка 2005  | ЧФ    | 15 липня 2005   | Ґрунт      | Туомас Кетола       | W   | 3–6, 6–4, 6–1, 3–6, 8–6           |
| Група II зони Європа/Африка 2005  | ПФ    | 23 вересня 2005 | Тверде     | Орест Терещук       | L   | 2–6, 4–6, 3–6                     |
| Група II зони Європа/Африка 2005  | ПФ    | 25 вересня 2005 | Тверде     | Михайло Філіма      | L   | 4–6, 4–6, 3–6                     |
| Група II зони Європа/Африка 2006  | R1    | 9 квітня 2006   | Ґрунт      | Фотос Калліас       | W   | 7–6(7–2), 6–1, 1–6, 6–4           |
| Група II зони Європа/Африка 2006  | ЧФ    | 23 липня 2006   | Ґрунт      | Денеш Лукач         | W   | 6–3, 7–5                          |
| Група II зони Європа/Африка 2007  | R1    | 6 квітня 2007   | Килим (I)  | Андіс Юшка          | L   | 7–6(7–5), 3–6, 3–6, 6–7(3–7)      |
| Група II зони Європа/Африка 2007  | RPO   | 22 липня 2007   | Ґрунт      | Маркос Багдатіс     | L   | 1–6, 3–6                          |
| Група II зони Європа/Африка 2008I | RR    | 8 квітня 2008   | Ґрунт      | Ґоран Тошич         | W   | 6–4, 6–0                          |
| Група II зони Європа/Африка 2008I | RR    | 9 квітня 2008   | Ґрунт      | Лаврі Сільвен Н'яба | W   | 6–1, 6–2                          |
| Група II зони Європа/Африка 2008I | RR    | 10 квітня 2008  | Ґрунт      | Тоні Раджаобеліна   | L   | 3–6, 2–6                          |
| Група II зони Європа/Африка 2008I | RR    | 11 квітня 2008  | Ґрунт      | Марсель Їльхан      | W   | 6–2, 6–3                          |
| Група II зони Європа/Африка 2009  | R1    | 6 березня 2009  | Килим (I)  | Аттіла Балаж        | W   | 6–2, 4–6, 6–4, 6–4                |
| Група II зони Європа/Африка 2009  | ЧФ    | 10 липня 2009   | Ґрунт      | Ернестс Гулбіс      | L   | 5–7, 2–6, 2–6                     |
| Група II зони Європа/Африка 2010  | R1    | 5 березня 2010  | Тверде (I) | Бенжамен Бальре     | L   | 6–4, 7–6(7–1), 5–7, 2–6, 1–6      |
| Група II зони Європа/Африка 2010  | ЧФ    | 9 липня 2010    | Ґрунт      | Грега Жемля         | L   | 3–6, 1–6, 6–2, 4–6                |
| Група II зони Європа/Африка 2010  | ЧФ    | 11 липня 2010   | Ґрунт      | Блаж Кавчич         | L   | 2–6, 1–6                          |
| Група II зони Європа/Африка 2011  | R1    | 4 березня 2011  | Тверде (I) | Володимир Ігнатик   | L   | 2–6, 6–3, 7–6(7–4), 2–6, 2–6      |

### Парний розряд (11–6)
| Розіграш                          | Раунд | Дата           | Партнер             | Покриття  | Суперники                               | W/L | Результат                         |
| --------------------------------- | ----- | -------------- | ------------------- | --------- | --------------------------------------- | --- | --------------------------------- |
| Група II зони Європа/Африка 2000  | RPO   | 22 липня 2000  | Радослав Лукаєв     | Ґрунт     | Джонатан Ерліх Харел Леві               | W   | 6–4, 7–5, 7–6(7–5)                |
| Група II зони Європа/Африка 2001I | RR    | 23 травня 2001 | Іво Братанов        | Ґрунт     | Нікі Бюї Жан-П'єр Юїш                   | W   | 4–0, 4–2, 0–4, 4–0                |
| Група II зони Європа/Африка 2001I | ПФ    | 26 травня 2001 | Іво Братанов        | Ґрунт     | Александар Антонієвич Владимир Арапович | W   | 4–0, 4–1, 4–1                     |
| Група II зони Європа/Африка 2001I | Ф     | 27 травня 2001 | Милен Велев         | Ґрунт     | Мохамед Мамун Марван Зевар              | W   | 4–2, 4–2, 4–1                     |
| Група II зони Європа/Африка 2002  | R1    | 4 травня 2002  | Милен Велев         | Ґрунт     | Андрій Дерновський Орест Терещук        | W   | 7–6(7–5), 6–7(5–7), 7–6(7–4), 6–3 |
| Група II зони Європа/Африка 2002  | ЧФ    | 13 липня 2002  | Милен Велев         | Тверде    | Клод Н'Горан Валентен Санон             | L   | 4–6, 7–5, 2–6, 6–1, 4–6           |
| Група II зони Європа/Африка 2003  | R1    | 5 квітня 2003  | Радослав Лукаєв     | Килим (I) | Андрій Дерновський Орест Терещук        | W   | 6–3, 6–4, 6–4                     |
| Група II зони Європа/Африка 2003  | ЧФ    | 13 липня 2003  | Радослав Лукаєв     | Ґрунт     | Деян Петрович Ненад Зімоньїч            | L   | 3–6, 1–6, 2–6                     |
| Група II зони Європа/Африка 2004  | R1    | 10 квітня 2004 | Івайло Трайков      | Килим (I) | Амр Гонейм Карім Маамун                 | W   | 6–3, 7–5, 6–2                     |
| Група II зони Європа/Африка 2007  | RPO   | 21 липня 2007  | Ілія Кушев          | Ґрунт     | Маркос Багдатіс Фотос Калліас           | L   | 2–6, 3–6, 3–6                     |
| Група II зони Європа/Африка 2008I | RR    | 10 квітня 2008 | Григор Димитров     | Ґрунт     | Тоні Раджаобеліна Жермен Расолондразана | W   | 6–1, 6–3                          |
| Група II зони Європа/Африка 2009  | R1    | 7 березня 2009 | Григор Димитров     | Килим (I) | Корнель Бардоцький Роберт Варга         | L   | 6–1, 2–6, 6–3, 2–6, 2–6           |
| Група II зони Європа/Африка 2009  | ЧФ    | 11 липня 2009  | Івайло Трайков      | Ґрунт     | Ернестс Гулбіс Денісс Павловс           | L   | 4–6, 4–6, 4–6                     |
| Група II зони Європа/Африка 2011  | RPO   | 9 липня 2011   | Димитар Кутровський | Килим (I) | Маркос Багдатіс Рареш Куздріорян        | L   | 2–6, 2–6, 6–3, 6–4, 4–6           |
| Група III зони Європи 2012        | RR    | 2 травня 2012  | Петар Трендафилов   | Ґрунт     | Флавіо Деце Рей Пелуші                  | W   | 6–0, 6–2                          |
| Група III зони Європи 2012        | RR    | 4 травня 2012  | Петар Трендафилов   | Ґрунт     | Олександр Метревелі Георге Цівадзе      | W   | 6–1, 7–6(7–4)                     |
| Група III зони Європи 2012        | PPO   | 5 травня 2012  | Петар Трендафилов   | Ґрунт     | Томислав Йотовський Данил Зеленков      | W   | 6–3, 6–3                          |

- RPO = Плей-оф на вибування
- PPO = Плей-оф на вихід далі
- RR = Коловий турнір